# Liga Nacional de Honduras 1984-85
La temporada 1984-1985 de la Liga Nacional de Fútbol de Honduras fue la decimonovena edición profesional de esta liga. 
El formato del torneo consistió en un calendario de cuatro jornadas de todos contra todos seguido de una ronda de 4 equipos. C.D. Olimpia ganó el título después de terminar primero en ambas fases y se clasificó a la Copa de Campeones de la Concacaf 1985 junto con el subcampeón C.D. Vida.

## Formato
Los diez participantes disputan el campeonato bajo un sistema de liga, es decir, todos contra todos a visita recíproca, con un criterio de puntuación que otorga:
- 2 puntos por victoria
- 1 punto por empate
- 0 puntos por derrota.

Los primeros cuatro lugares clasifican a una cuadrangular, donde el campeón se define mediante partidos de ida y vuelta entre el ganador de la fase regular y el ganador de la cuadrangular. Si un equipo gana tanto la fase regular como la cuadrangular, automáticamente es el campeón.
En caso de concluir con dos equipos empatados para la clasificación, se procedería a un partido de desempate entre ambos conjuntos; de terminar en empate dicho duelo, se nombrará clasificado al equipo que obtuvo mayor diferencia de goles.
El descenso a Segunda División corresponderá al equipo que acumulara la menor cantidad de puntos, y que por ende finalice en el último lugar de la fase regular. Para el descenso, se contempló un partido extra en caso de empate en puntos de uno o más equipos.

## Ascensos y descensos
| Ascendido de la Segunda División 1983-84 |
| ---------------------------------------- |
| Sula                                     |

| Descendido en la Liga Nacional 1983-84 |
| -------------------------------------- |
| Dandy                                  |

## Equipos participantes
| Equipo              | Sede           |
| ------------------- | -------------- |
| Juventud Morazánica | Tegucigalpa    |
| Marathón            | San Pedro Sula |
| Motagua             | Tegucigalpa    |
| Olimpia             | Tegucigalpa    |
| Platense            | Puerto Cortés  |
| Real España         | San Pedro Sula |
| Sula                | La Lima        |
| UNAH                | Tegucigalpa    |
| Victoria            | La Ceiba       |
| Vida                | La Ceiba       |

## Fase regular
| Pos. | Equipo              | Pts. | PJ | G  | E  | P  | GF | GC | Dif. |
| ---- | ------------------- | ---- | -- | -- | -- | -- | -- | -- | ---- |
| 1.   | Olimpia             | 44   | 36 | 13 | 18 | 5  | 41 | 31 | +10  |
| 2.   | Vida                | 42   | 36 | 13 | 16 | 7  | 44 | 35 | +9   |
| 3.   | Victoria            | 40   | 36 | 14 | 12 | 10 | 44 | 33 | +11  |
| 4.   | Marathón            | 38   | 36 | 12 | 14 | 10 | 36 | 27 | +9   |
| 5.   | Motagua             | 35   | 36 | 11 | 13 | 12 | 30 | 33 | -3   |
| 6.   | Platense            | 35   | 36 | 6  | 23 | 7  | 26 | 29 | -3   |
| 7.   | UNAH                | 34   | 36 | 9  | 16 | 11 | 35 | 39 | -4   |
| 8.   | Juventud Morazánica | 32   | 36 | 6  | 20 | 10 | 27 | 34 | -7   |
| 9.   | Real España         | 32   | 36 | 9  | 14 | 13 | 26 | 34 | -8   |
| 10.  | Sula                | 28   | 36 | 8  | 12 | 16 | 27 | 41 | -14  |

|  | Clasifica a la cuadrangular, a la final y a la Copa de Campeones de la Concacaf 1985 |
|  | Clasifica a la cuadrangular                                                          |
|  | Desciende a Segunda División                                                         |

## Cuadrangular
| Pos. | Equipo   | Pts. | PJ | G | E | P | GF | GC | Dif. |
| ---- | -------- | ---- | -- | - | - | - | -- | -- | ---- |
| 1.   | Olimpia  | 10   | 6  | 5 | 0 | 1 | 7  | 2  | +5   |
| 2.   | Vida     | 6    | 6  | 2 | 2 | 2 | 6  | 5  | +1   |
| 3.   | Victoria | 4    | 6  | 1 | 2 | 3 | 4  | 7  | -3   |
| 4.   | Marathón | 4    | 6  | 1 | 2 | 3 | 2  | 5  | -3   |

|  | Campeón                                              |
|  | Clasifica a la Copa de Campeones de la Concacaf 1985 |

|                           |
| Olimpia Campeón 7° título |